# Tipula iroquois
Tipula iroquois är en tvåvingeart som beskrevs av Alexander 1915. Tipula iroquois ingår i släktet Tipula och familjen storharkrankar. Inga underarter finns listade i Catalogue of Life.